# Sołowje
Sołowje (biał. Салаўі, ros. Соловьи, transliteracja Salaŭì, Solov’i, transkrypcja Sałaui, Sołowji) – wieś na Białorusi, w obwodzie mińskim, w rejonie kleckim, w sielsowiecie Kuchczyce, w odległości około 1,5 km od Klecka.

## Historia
Pierwsza wzmianka o wsi pochodzi z 1578 roku. Zaścianek szlachecki położony był w końcu XVIII wieku w powiecie nowogródzkim województwa nowogródzkiego.
W dwudziestoleciu międzywojennym zaścianek i folwark leżące w Polsce, w województwie nowogródzkim, w powiecie nieświeskim, w gminie Siniawka. W 1921 zaścianek liczył 310 mieszkańców, zamieszkałych w 61 budynkach, wyłącznie Polaków. 192 mieszkańców było wyznania prawosławnego i 118 rzymskokatolickiego. Folwark liczył zaś 16 mieszkańców, zamieszkałych w 3 budynkach, wyłącznie Polaków wyznania rzymskokatolickiego

## Turystyka
- kaplica cmentarna,
- cmentarz.